# 롱선사
롱선사(베트남어: Chùa Long Sơn / 龍山寺)는 베트남 남부 해안 냐짱시에 있는 불교 사원이다. 하이덕사(베트남어: Chùa Hải Đức / 海德寺)와 함께 시내의 주요 유적지 중 하나로 꼽힌다.

## 역사
롱선사는 이전에는 담롱띄(베트남어: Đăng Long Tự / 登龍寺)로 알려져 있었으며, 1900년 태풍 피해로 완전히 허물어진 후에 10월 23일 시내 중심인 22번가로 이전했다. 현재는 프엉선 방에 위치하고 있으며, 기차역에서 서쪽으로 400m 떨어진 냐짱시의 짜이투이산 기슭에 자리잡고 있다.
롱선사는 1886년 카인호아성 빈쑤엉현에 온 틱응오찌 주지 스님(1856년 ~ 1935년)의 주도로 또 다른 언덕에 세워졌다. 그는 불교에 입적하기 전에는 베트남의 독립을 되찾으려는 항불 저항 세력의 참가자였다.
1900년 태풍 이후 절이 크게 파괴되었고 언덕에서 현재의 위치로 옮겨져야 했다. 1936년 불교학회는 이 사원을 카인호아성의 불교 협회 본부로 만들었다. 1940년에 이 절은 틱똔텃꾸옌(Thích Tôn Thất Quyền)의 주도로 개축되어 확장되었고, 보딘투이(Võ Đình Thụy)라는 이름을 가진 평신도에 의해 개축되었다. 1968년 베트남 전쟁 때, 특히 타일 지붕이 심하게 훼손되었다. 1971년, 틱티엔빈은 사이공 함락과 남베트남에 대한 공산당의 승리로 중단되었을 때 건축가 보딘지엡(Võ Đình Diệp)의 계획에 따라 약 60%가 완성된 수도 사업 프로그램을 구성하였다.
이 사원은 건립 이후 120여년 동안 3명의 주지를 배출해 낸 안정적인 지도력을 갖추고 있다.
- 틱응오찌 주지 스님 (1886 ~ 1935, Thích Ngộ Chí)
- 틱짜인화 주지 스님 (1936 ~ 1957, Thích Chánh Hóa)
- 틱찌띤 주지 스님 (1957~, Thích Chí Tín)

롱선사로부터 언덕을 따라 하이득사로 이어지는 큰 길이 있는데, 거기에는 콘크리트로 만들고, 하얗게 칠을 한 대형 좌불상이 있다. 이 동상은 원래 사찰의 자리에 세워졌으며 이듬해 설치되기 전 1964년 카인호아성 불교협회장이었던 틱득민(Thích Đức Minh)의 후원으로 주조되었다. 그 조각상은 낌디엔에 의해 만들어졌다. 원점에서 보면, 동상은 24m이고, 동상의 밑부분에서는 21m이다. 부처의 모습은 14m, 연꽃은 7m이다. 그 동상 주위에는 7개의 아라한의 동상이 있다. 동상 앞에는 길이 7.20m의 용 한 쌍이 있다. 이 동상은 시내로 들어서면서 국도나 기차로 멀리서도 보인다.
절터에는 정원도 포함되어 있다.
입구와 지붕은 유리와 세라믹 타일로 만들어진 용 모자이크로 장식되어 있다. 본관식장은 고전적인 모티브의 현대적 해석으로 장식되어 있다. 용들의 콧털은 주제단 양쪽에 있는 기둥에 감겨 있다.
152개의 돌계단의 본존불상은 탑의 입구에서 위로 올라가며, 냐짱시를 내려다볼 수 있는 좋은 전망대로 이용된다.

## 갤러리

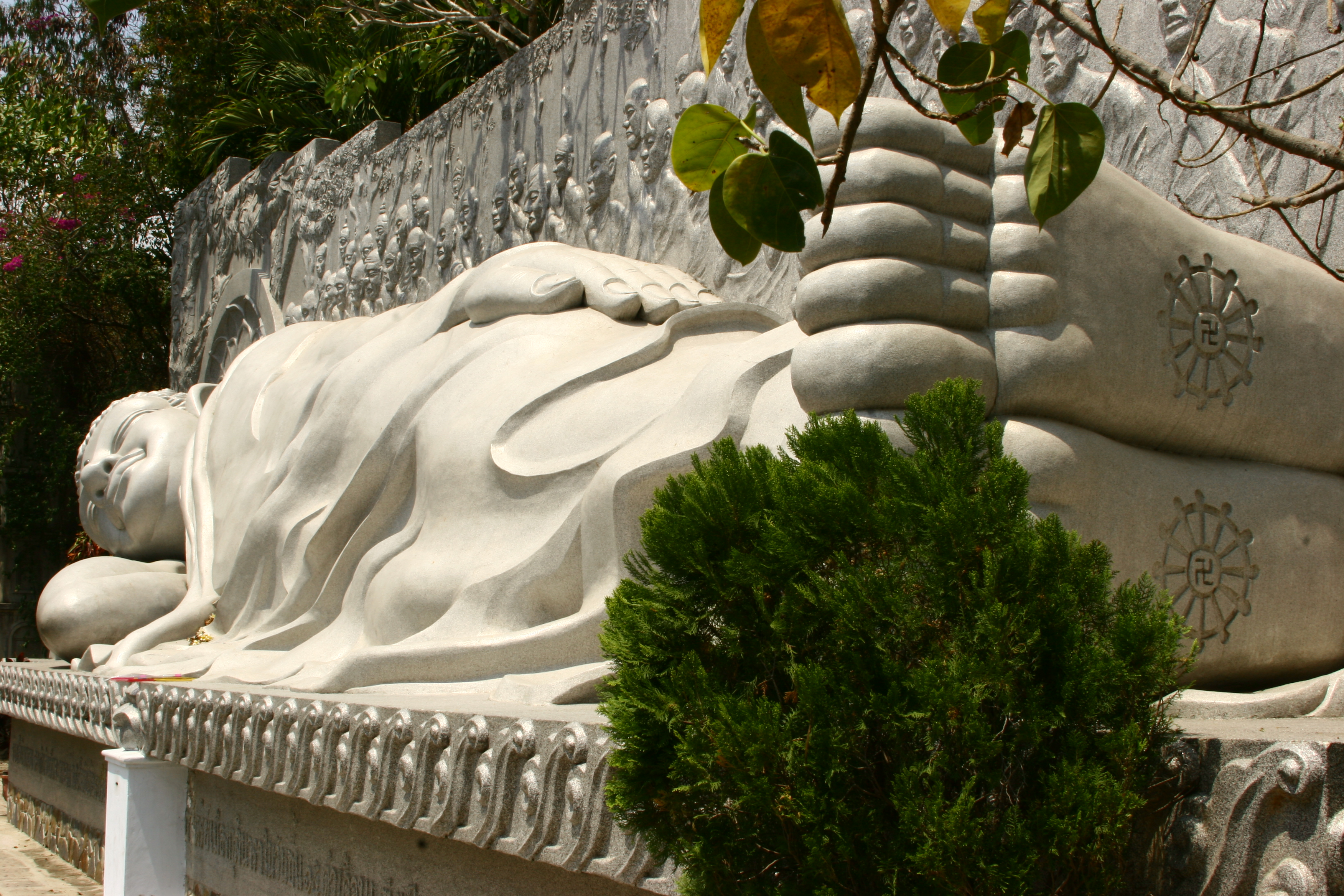
롱선사의 와불
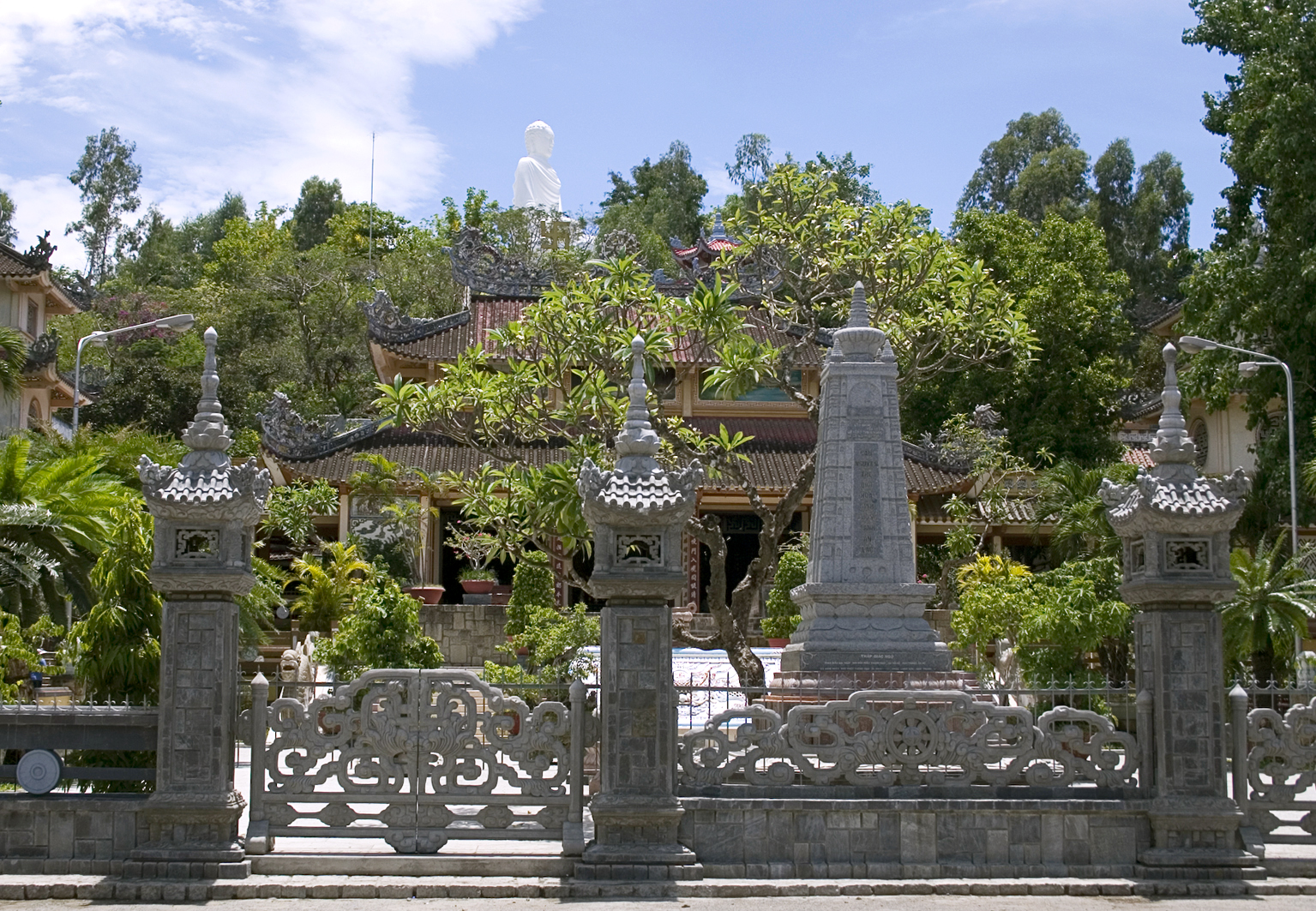
롱선사
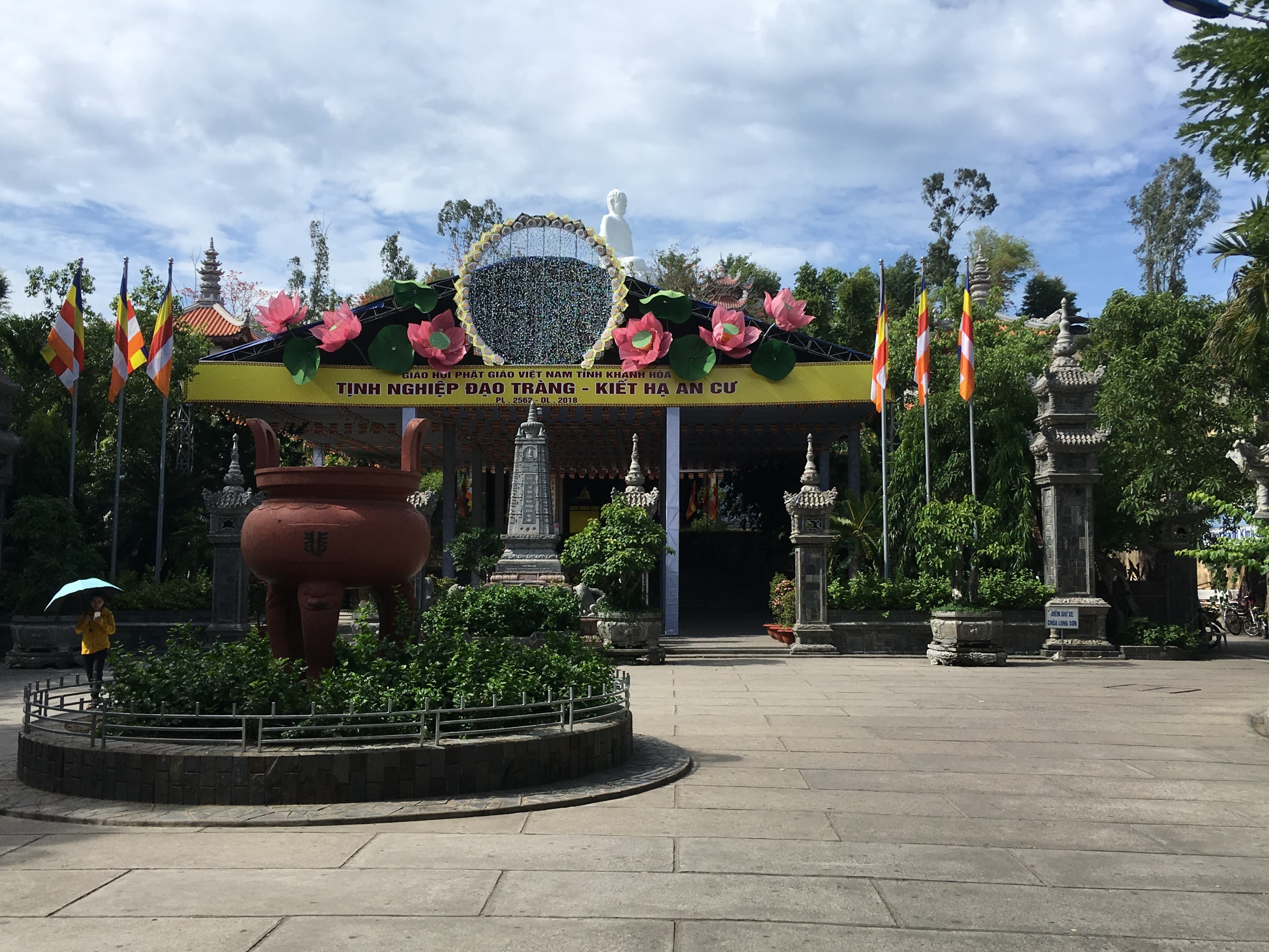
롱선사의 정면
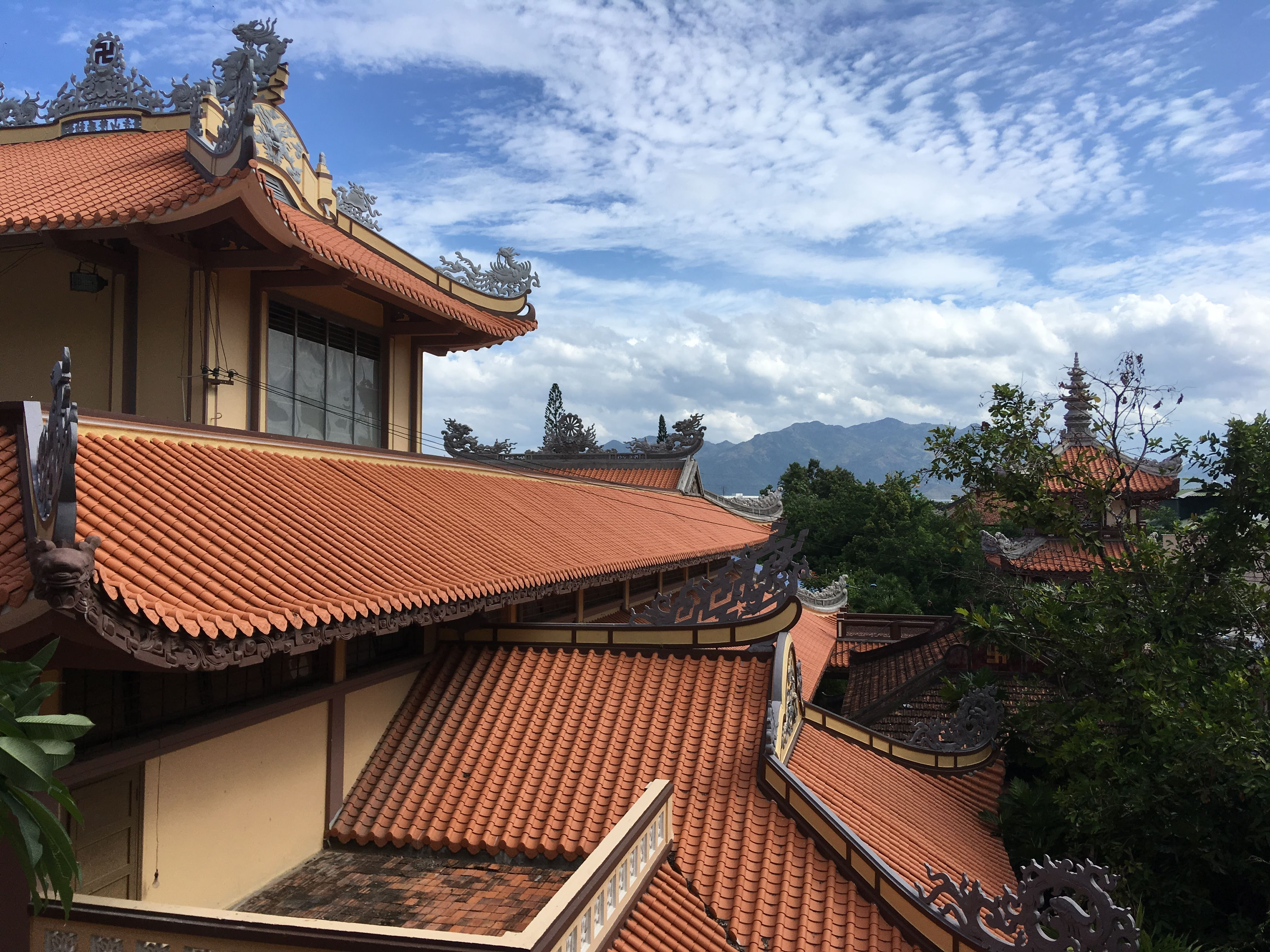
롱선사의 처마
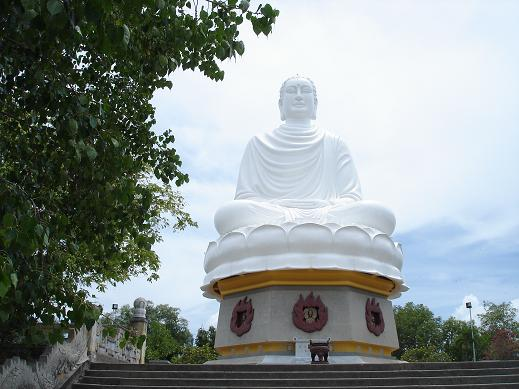
롱선사의 좌불

## 같이 보기
- 세계에서 가장 큰 조각상 목록